# باشگاه فوتبال انرژی کوتبوس
باشگاه فوتبال انرژی کوتبوس (انگلیسی: FC Energie Cottbus) یک باشگاه فوتبال در کشور آلمان است.
این باشگاه که در شهر کوتبوس قرار دارد در سال ۱۹۶۶ میلادی تأسیس شده و سابقه یک نایب قهرمانی در جام حذفی فوتبال آلمان (۱۹۷۷) در کارنامه دارد.